# Gesca
 (mars 2015).
Gesca est une filiale de la Power Corporation du Canada. Elle était responsable de la publication du journal La Presse. C'était également l'une des plus grandes entreprises de médias au Canada. Gesca a cédé ses parts de La Presse durant l'été 2018 et a laissé le média se transformer vers une structure sans but lucratif. 

## Activité
Gesca est un groupe d'édition de la presse écrite, propriété de la famille Desmarais. Jusqu'en 2015, soit avant la vente des journaux régionaux Gesca, il couvre le territoire québécois et partiellement le territoire ontarien. Il avait à son actif sept quotidiens dont :
- Le Nouvelliste à Trois-Rivières,
- Le Soleil à Québec,
- La Presse à Montréal,
- La Voix de l'Est à Granby,
- Le Quotidien à Saguenay
- La Tribune à Sherbrooke.

En 2015, l'ensemble des journaux, à l'exception de La Presse, sont cédés au Groupe Capitales Médias dirigé par Martin Cauchon. En 2018, La Presse est abandonnée et celle-ci devient un organisme sans but lucratif. 
Gesca filiale s’intéressait aussi à la presse internet d'où le lancement de l'application pour tablettes La Presse+, le développement du site LaPresse.ca (anciennement Cyberpresse) et création par la suite des sites spécialisés Technaute, MonToit, MonVolant, LaPresseAffaires et MonCinema, qui ont été intégrés à LaPresse.ca.

## Histoire
La Corporation de valeurs Trans-Canada est fondé en 1954 par Jean-Louis Lévesque.
Paul Desmarais (père) en devient propriétaire en 1965.
En 1966, il acquiert le journal La Tribune, fondé le 21 février 1910, par Jacob Nicol.
En 1967, Trans-Canada achète le quotidien La Presse, fondé en 1884 par William E. Blumhart.
Le quotidien Le Nouvelliste, fondé en 1920, et La Voix de l'Est, fondé en 1935 (devenu quotidien en 1945), sont acquis en 1968 par Trans-Canada.
Gesca est fondé le 23 avril 1968 par Desmarais, comme société de portefeuille dans l'édition de journaux, au moment de devenir actionnaire principal du groupe Power Corporation, fondé par Arthur J. Nesbitt en 1925. Tous les journaux de Trans-Canada passent alors dans la structure corporative de Gesca. Gesca deviendra une filiale à part entière de Power Corporation au moment où Desmarais en obtient le plein contrôle, en 1970.
En 2000, le groupe acquiert le groupe Unimédia, qui regroupe les quotidiens francophones du groupe Hollinger (notamment Le Soleil, Le Droit et Le Quotidien). 
Les négociations entamées par Hollinger et Gesca en mai 2000 se poursuivent jusqu'en novembre et aboutissent à une transaction estimée à 150 millions de dollars. Guy Crevier, président de Gesca et directeur de la Presse, s'engage à respecter l'indépendance éditoriale des publications acquises au cours de la transaction, lui permettant de recueillir l'approbation de Jean Charest (leader du Parti libéral) et Lucien Bouchard (alors leader du Parti québécois et premier ministre du Québec).
Le 31 octobre 2005, Le Nouvelliste passe au format tabloïd. Quelques années plus tard, ce sera au tour du Soleil de faire de même. 
En 2015, Gesca annonce la vente de ses six journaux régionaux au Groupe Capitales Médias, dont le propriétaire est Martin Cauchon. Le montant de la transaction n'a pas été dévoilé. 
En 2018, Power Corporation du Canada annonce son intention de quitter le secteur des médias et de transformer La Presse en organisme sans but lucratif.

## Liste des publications

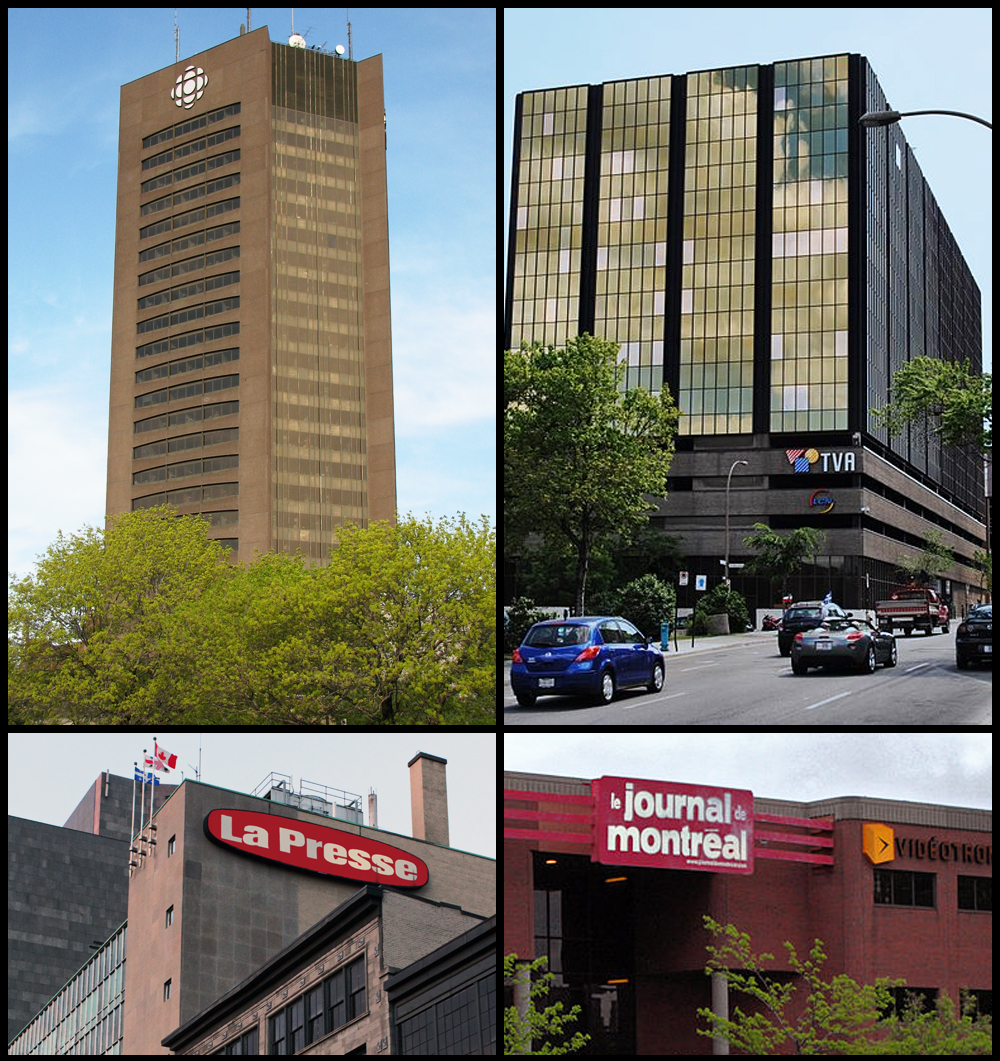
La Presse, le journal de Montréal, TVA, Radio-Canada.

### Anciennes publications
En mars 2015, l'entreprise Groupe Capitales Médias, dont Martin Cauchon est l'unique actionnaire, fait l'acquisition de plusieurs quotidiens régionaux du Québec vendus par le Groupe Gesca, une filiale de Power Corporation du Canada.
- Le Soleil (Québec)
- La Voix de l'Est (Granby)
- La Tribune (Sherbrooke)
- La Presse (Montréal)
- Le Nouvelliste (Trois-Rivières)
- Le Droit (Ottawa et l'Outaouais québécois)
- Le Quotidien (Saguenay)